# 神字日文伝
神字日文伝（かんなひふみのつたえ、かんなひふみでん、しんじひふみでん）とは、江戸時代の国学者の平田篤胤が文政2年（1819年）に著した神代文字に関する書籍である。

## 概要
上、下巻では神代文字の存在を遺跡や寺社などでの発見や様々な書物の記述を元に主張すると共に、平田が真正の古代文字と考えた「日文」（阿比留文字、阿比留草文字）について、発見例や成り立ち等、様々な点から考察している。附録『疑字篇』（ぎじへん）は、平田が全国に伝わる神代文字やその伝承を集めて考察したものである。

## 収録されている神代文字
- 上、下巻
  - 阿比留文字
  - 阿比留草文字

- 疑字篇
  - 対馬文字　
  - 太子圧尺銘 - 法隆寺に伝わる剣に書いている文字。方位などを表すとされる。
  - 十二支 - 留守氏に伝わるもの、山崎闇斎が伝えたもの、琉球古字。
  - 神代十干十二支
  - 三才文 - 下総国葛飾郡の東光寺に伝わるとされる。表意文字。
  - 惟足文字（これたりもじ） - 吉川惟足が伝える文字。
  - 出雲国石窟文字
  - 壱岐国岩窟文字 - 住民に「鬼の書き取り」と呼ばれていた。
  - 筑紫国石窟文字
  - 天種子命作の文字 - いわゆる種子草文字。
  - 斎部文字 - 斎部家に伝わる文字。
  - 天名地鎮（あないち）
  - 秀真文字（ほつまもじ） - いわゆるヲシテ。
  - 三輪神社額字
  - 中臣文字
  - 吉備文字
  - 阿波文字
  - 種子文字
  - 守恒文字
  - 天地字龍田神号
  - 五行假字二體

## 書誌
- 平田篤胤全集刊行会 編『新修平田篤胤全集』 15巻、名著出版、1978年1月30日。